# Họ Cải
Họ Cải (danh pháp khoa học: Brassicaceae), còn gọi là họ Thập tự (Cruciferae), là một họ thực vật có hoa. Các loại cây trồng trong họ này gần như đều có chứa chữ cải trong tên gọi.
Họ này chứa một số loài có tầm quan trọng kinh tế lớn, cung cấp nhiều loại rau về mùa đông trên khắp thế giới. Chúng bao gồm cải bắp, cải bông xanh, súp lơ, cải brussels, cải xoăn (tất cả đều là các giống cây trồng từ một loài là Brassica oleracea), cải làn, cải củ Thụy Điển, cải xoăn nước mặn, cải củ, cải thìa và su hào. Các thành viên được biết đến nhiều khác của họ Brassicaceae còn có cải dầu (gồm cải dầu Canola và các loại khác), mù tạc, cải ngựa, cải canh, mù tạc Nhật, xà lách và cải xoong. 
Thành viên được nghiên cứu nhiều và kỹ nhất của họ Cải là sinh vật mẫu Arabidopsis thaliana.
Họ này trước đây được gọi là Cruciferae ("thập tự"), do bốn cánh hoa trên hoa của chúng trông tương tự như hình thập tự. Nhiều nhà thực vật học vẫn còn gọi các thành viên của họ này là các loài "hoa thập tự". Theo điều 18.5 của ICBN (Quy tắc St Louis) thì Cruciferae được coi là tên gọi hợp lệ và vì thế nó là tên gọi khác của họ Cải được chấp nhận. Tên gọi Brassicaceae có nguồn gốc từ chi điển hình của họ là chi Brassica.
Quan hệ gần gũi giữa họ Brassicaceae và họ Bạch hoa (Capparaceae), một phần là do các thành viên trong cả hai nhóm này đều sản sinh ra các hợp chất glucosinolat (dầu cải). Nghiên cứu gần đây (Hall và ctv. 2002) cho rằng Capparaceae theo định nghĩa truyền thống là cận ngành trong tương quan với họ Brassicaceae, với chi Cleome và một số chi họ hàng khác là có quan hệ họ hàng gần gũi với họ Brassicaceae hơn là so với các chi còn lại trong họ Capparaceae. Hệ thống APG II vì thế đã trộn cả hai họ này thành một họ lớn dưới tên gọi Brassicaceae. Các hệ thống phân loại khác vẫn tiếp tục công nhận họ Capparaceae nhưng với định nghĩa chặt chẽ hơn, hoặc là đưa cả chi Cleome và các họ hàng gần của nó vào trong họ Brassicaceae hoặc là công nhận chúng như một họ riêng dưới tên gọi Cleomaceae. Trên website của APG, truy cập ngày 7 tháng 5 năm 2007 thì APG tách chúng thành 3 họ riêng biệt.

## Phân bổ và miêu tả
Họ Cải tập trung trong khu vực ôn đới và có sự đa dạng về loài lớn nhất tại khu vực ven Địa Trung Hải. Họ này chứa khoảng 338- 350 chi và khoảng 3.700 loài.
Họ này bao gồm các loài cây thân thảo với chu kỳ sống là một, hai hay lâu năm. Các thành viên trong họ chủ yếu có các lá mọc so le (ít khi mọc đối). Phần lớn các loài chia sẻ một bộ các hợp chất glucosinolat có mùi hăng đặc trưng thường gắn liền với các loại rau cải.
Trong khi một số thành viên trong họ có các hạt với hàm lượng axít erucic lớn, làm cho chúng trở thành không an toàn khi ăn nhiều, nhưng tất cả các thành viên của họ này đều là ăn được.

### Các chi

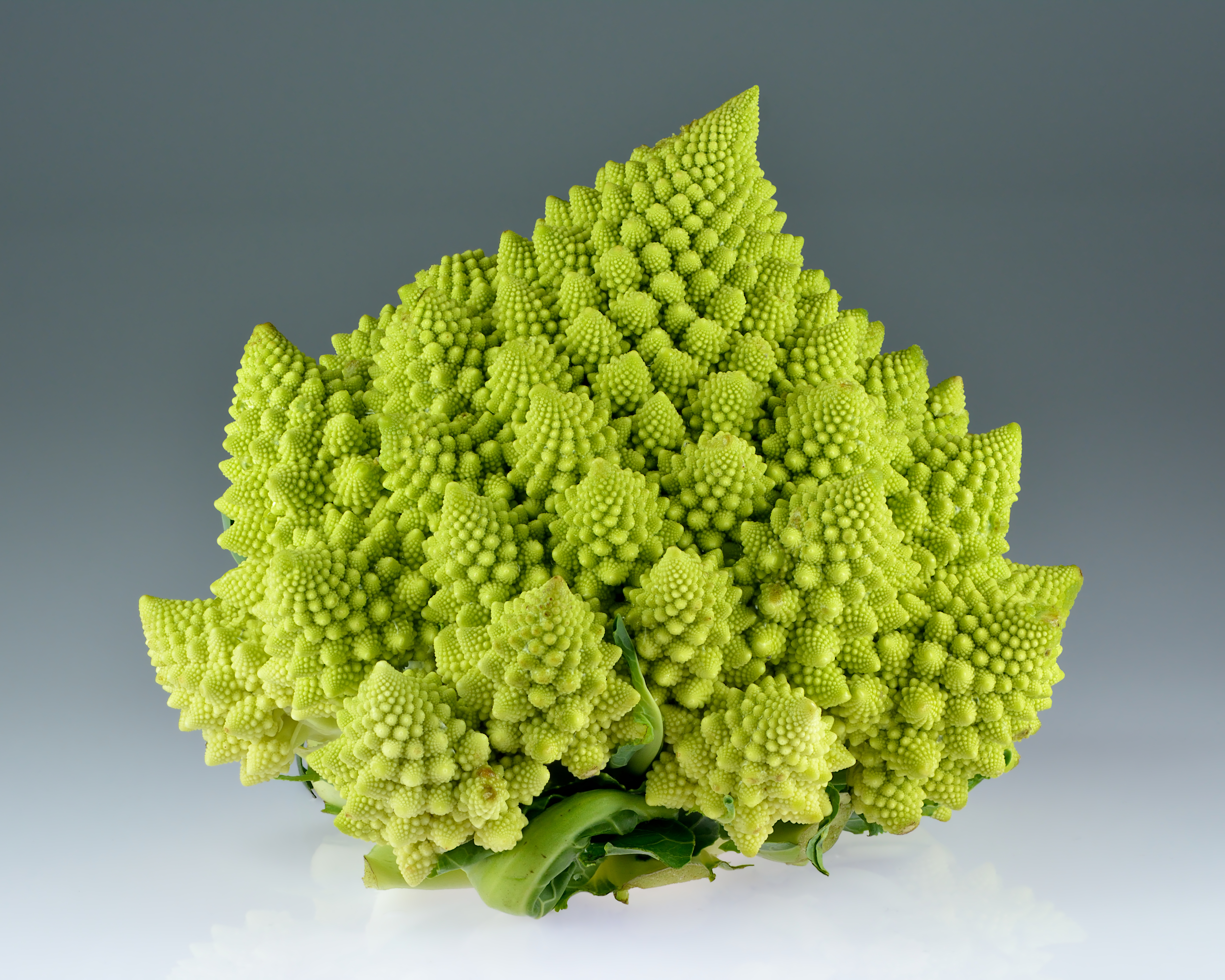
Cải bắp dại (Brassica oleracea)

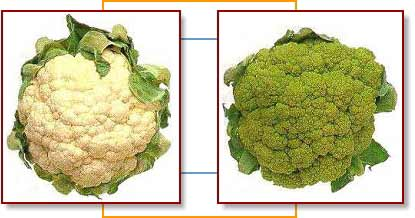
Bông cải trắng

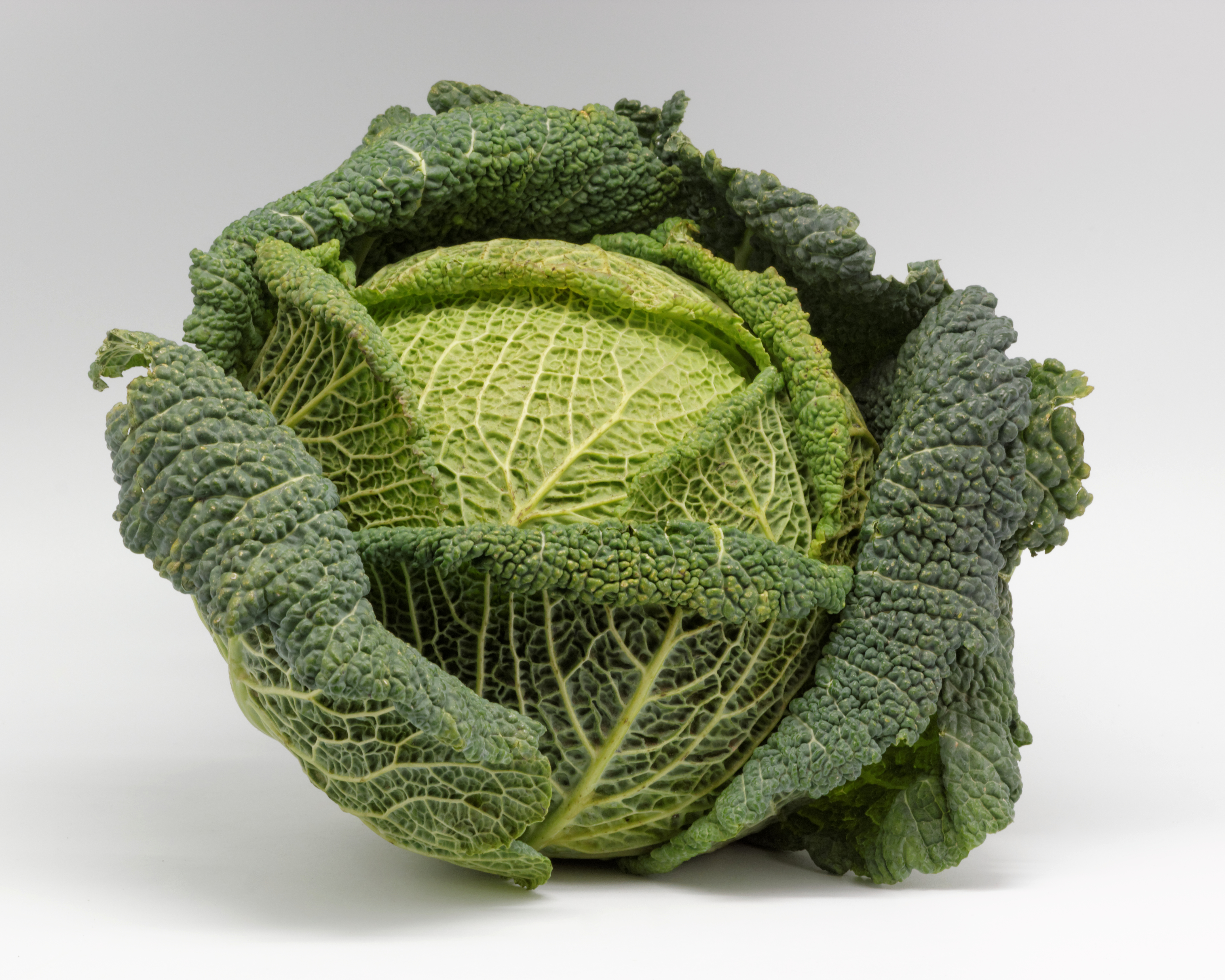
Bông cải xoăn (Brassica oleracea var. sabauda)

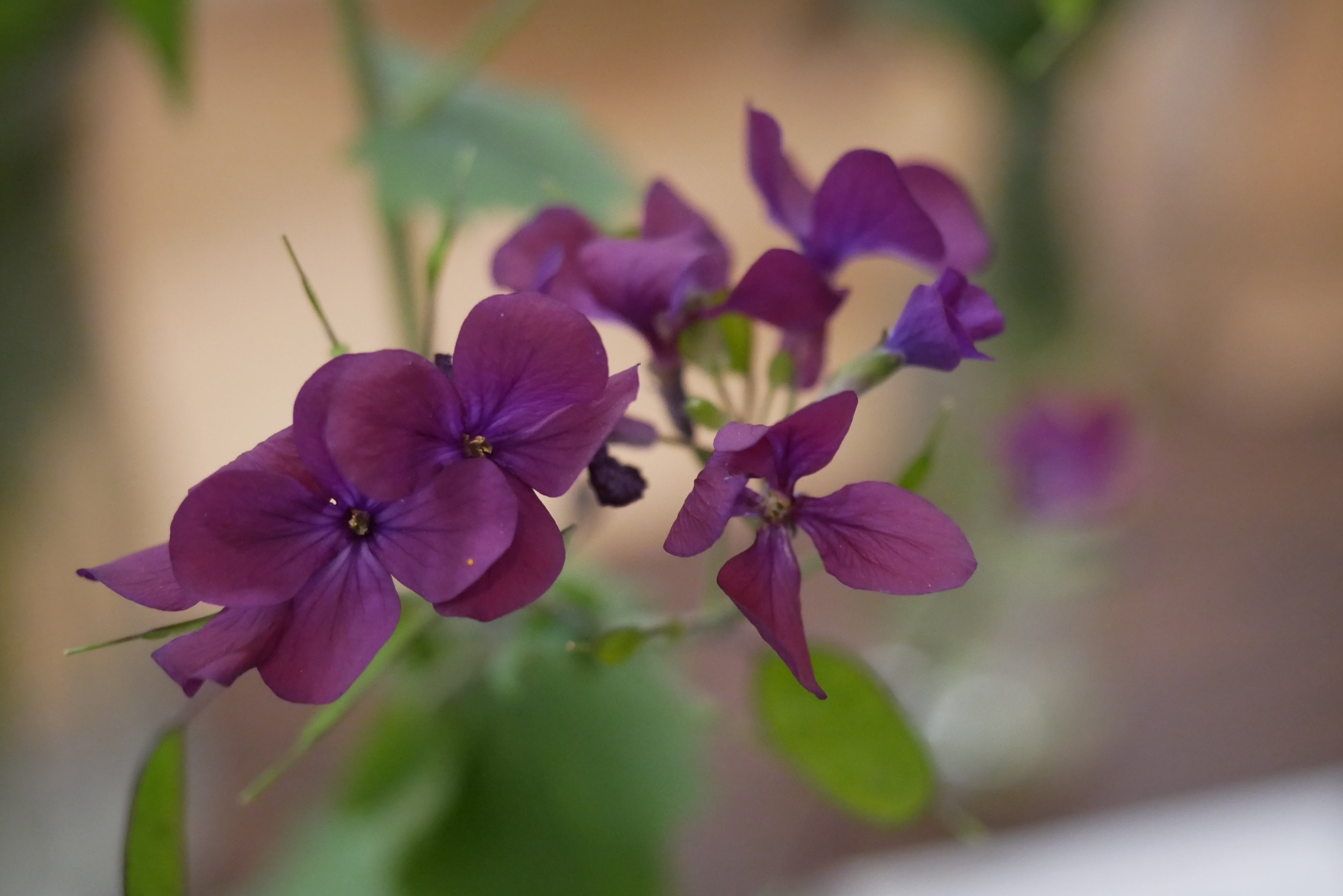
Lunaria annua

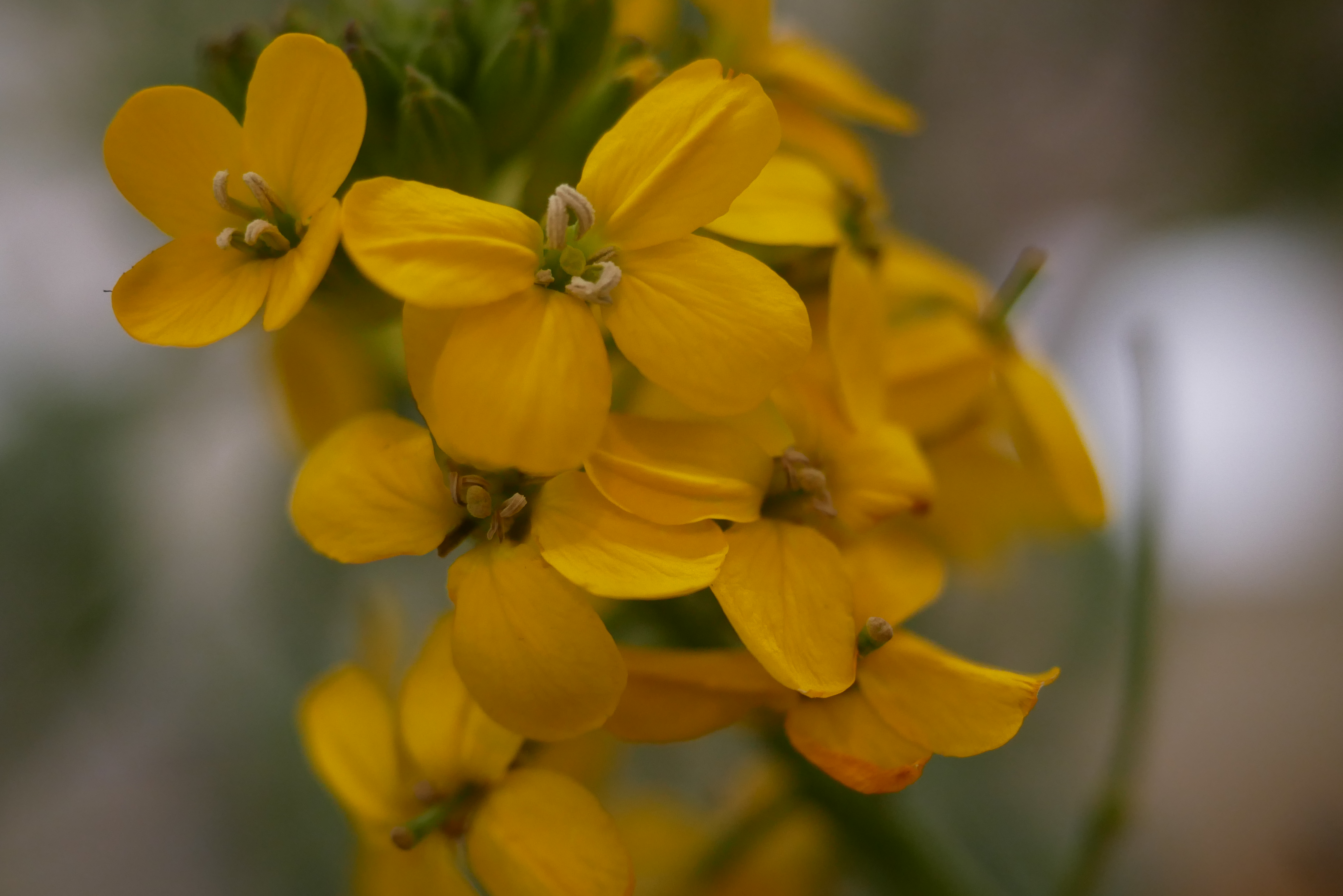
Erysimum ammophilum

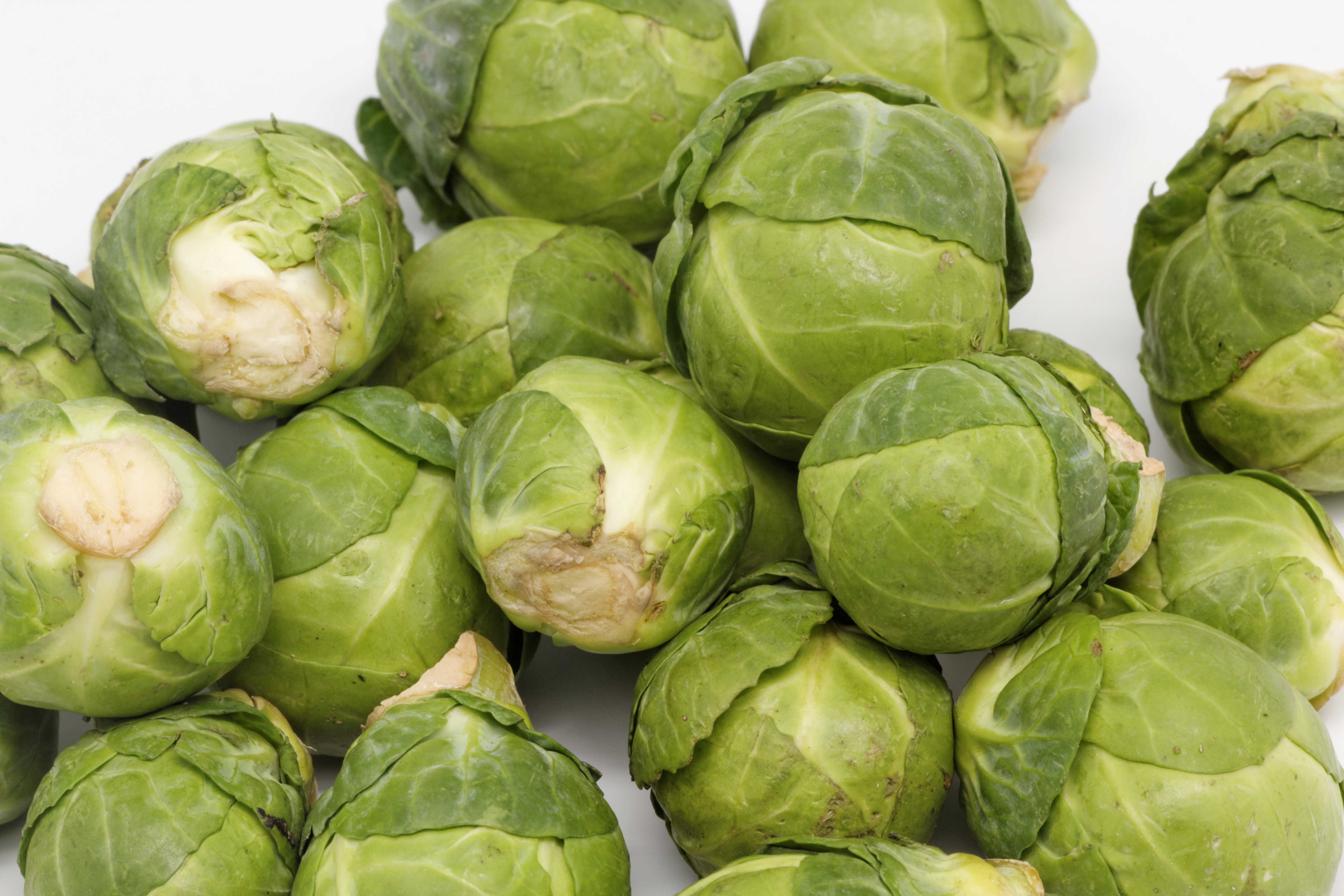
Cải Brussels

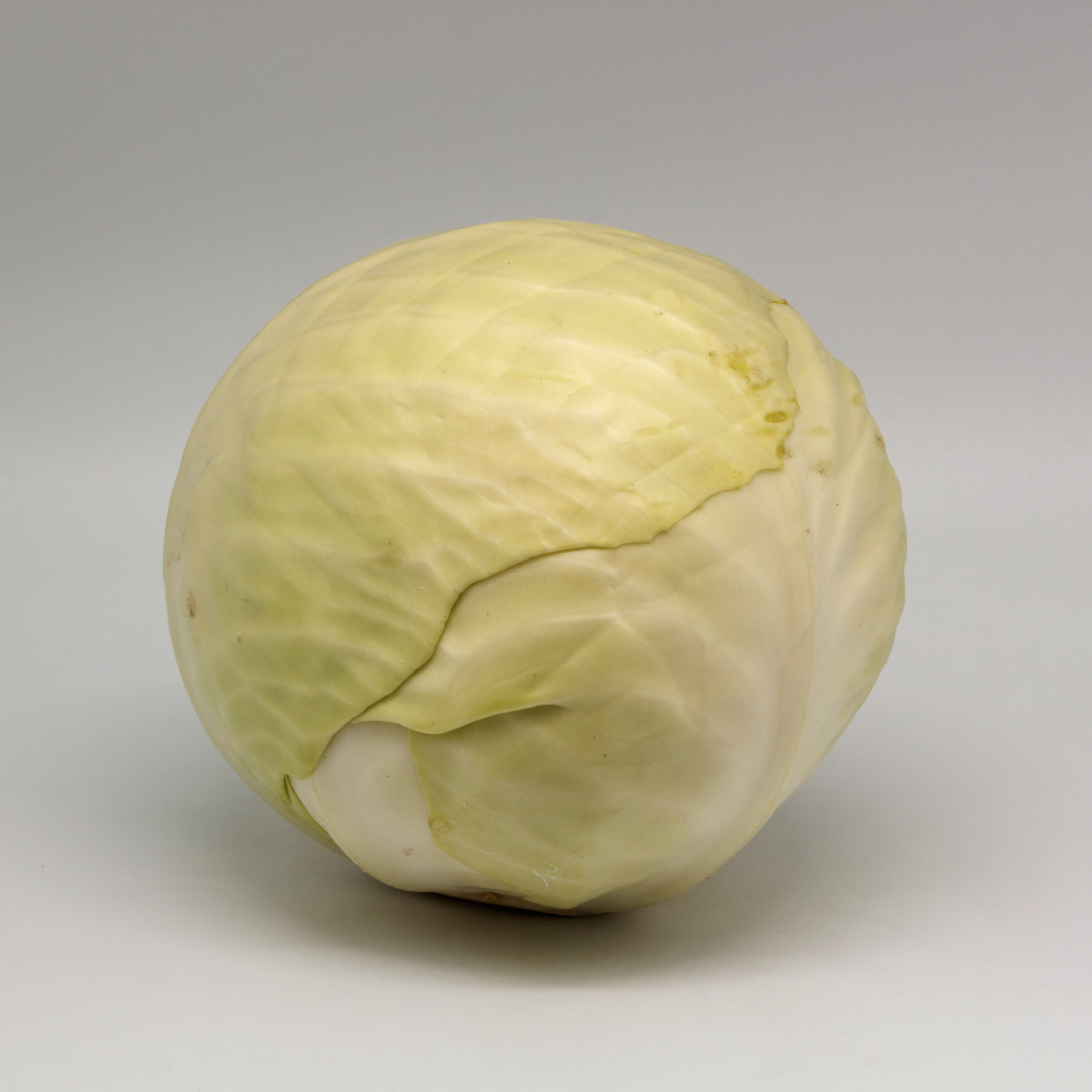
Cải bắp

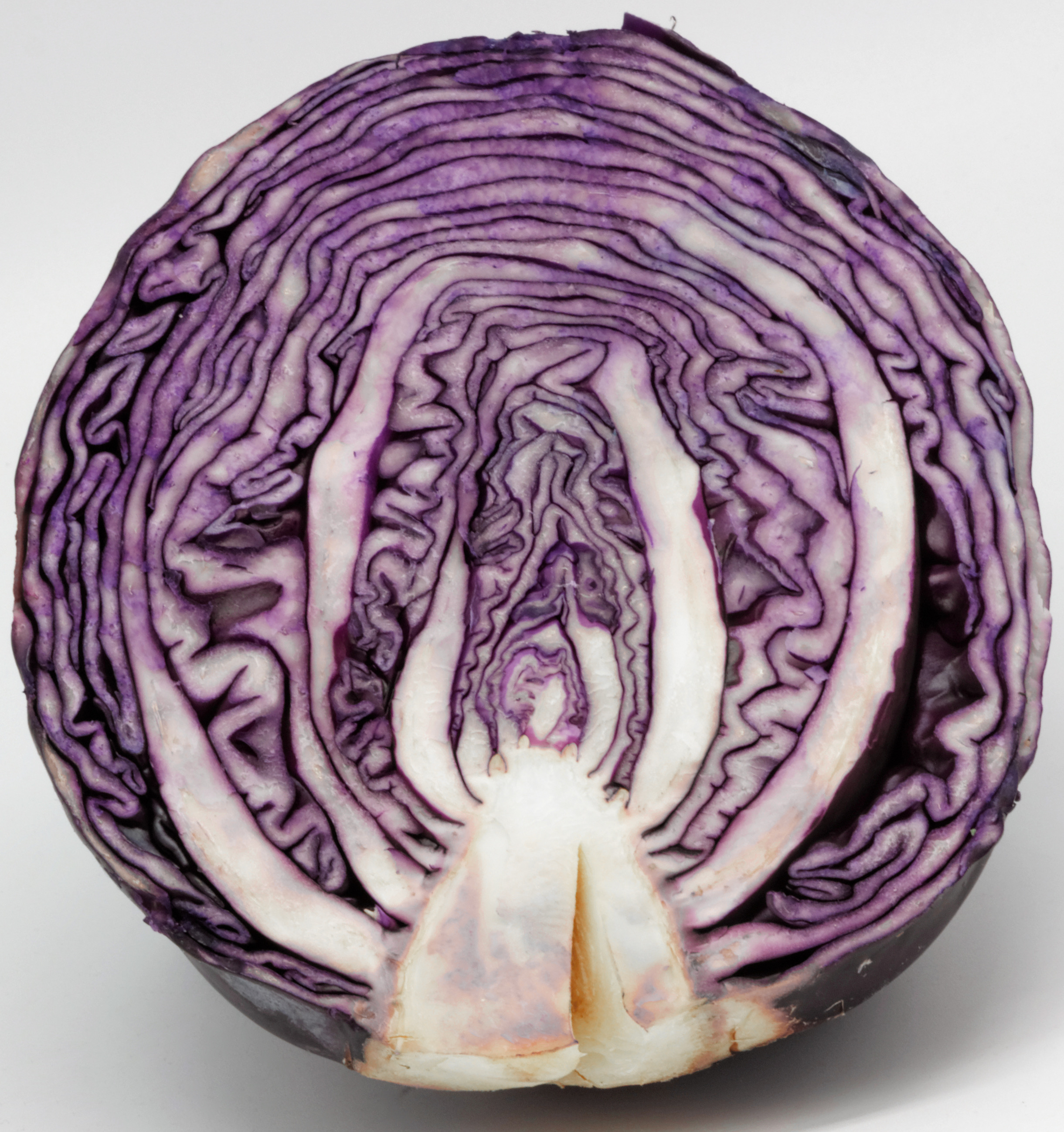
Bông cải tím (Brassica oleracea var. capitata f. rubra) cắt ngàng

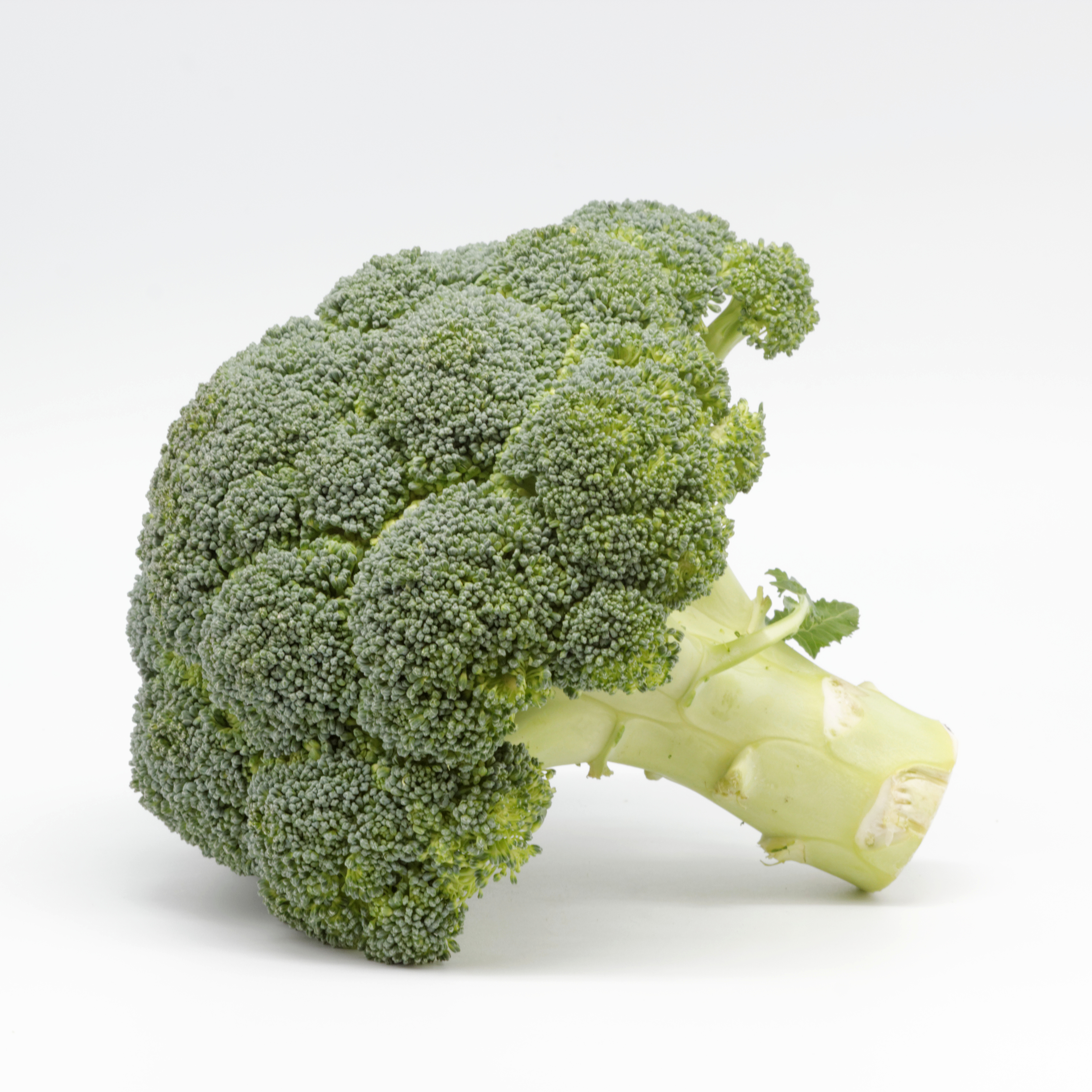
Bông cải xanh (Brocoli)

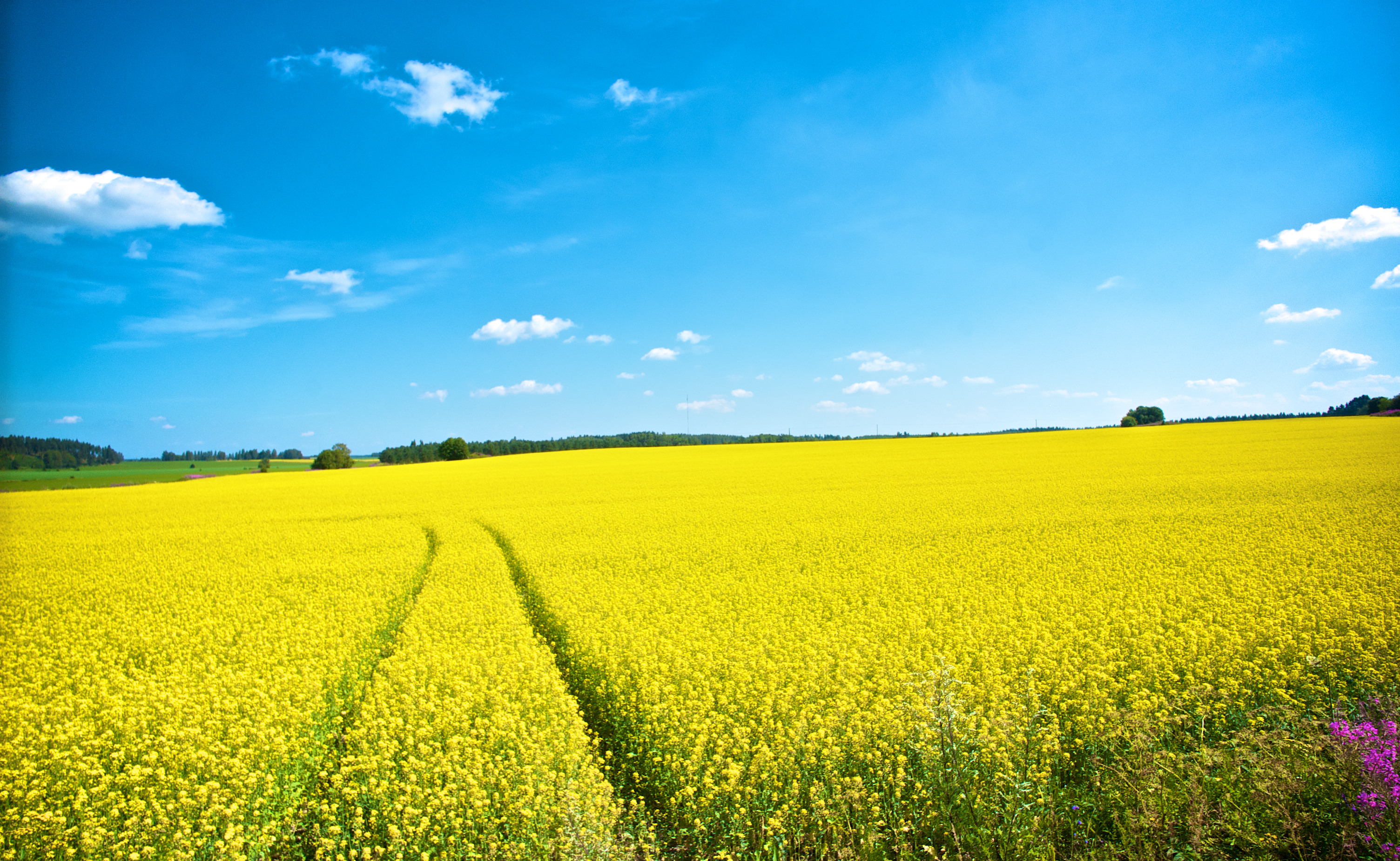
Cánh đồng hoa cải dầu

| - Acanthocardamum - Aethionema - Agallis - Alliaria - Alyssoides - Alysopsis - Alyssum - Ammosperma - Anastatica - Anchonium - Andrzeiowskia - Anelsonia - Aphragmus - Aplanodes - Arabidella - Arabidopsis - Arabis - Arcyosperma - Armoracia - Aschersoniodoxa - Asperuginoides - Asta - Atelanthera - Athysanus - Aubrieta - Aurinia - Ballantinia - Barbarea - Beringia - Berteroa - Berteroella - Biscutella - Bivonaea - Blennodia - Boleum - Boreava - Bornmuellera - Borodinia - Botscantzevia - Brachycarpaea - Brassica - Braya - Brayopsis - Brossardia - Bunias - Cakile - Calepina - Calymmatium - Camelina - Camelinopsis - Capsella - Cardamine - Cardaminopsis - Cardaria - Carinavalva - Carrichtera - Catadysia - Catenulina - Caulanthus - Caulostramina - Ceratocnemum - Ceriosperma - Chalcanthus - Chamira - Chartoloma - Cheesemania - Cheiranthus - Chlorocrambe - Chorispora - Christolea - Chrysobraya - Chrysochamela - Cithareloma - Clastopus - Clausia - Clypeola - Cochlearia - Coelonema - Coincya - Coluteocarpus - Conringia - Cordylocarpus - Coronopus - Crambe - Crambella - Cremolobus - Crucihimalaya - Cryptospora - Cuphonotus - Cusickiella | - Cycloptychis - Cymatocarpus - Cyphocardamum - Dactylocardamum - Degenia - Delpinophytum - Descurainia - Diceratella - Dichasianthus - Dictyophragmus - Didesmus - Didymophysa - Dielsiocharis - Dilophia - Dimorphocarpa - Diplotaxis - Dipoma - Diptychocarpus - Dithyrea - Dolichirhynchus - Dontostemon - Douepea - Draba - Drabastrum - Drabopsis - Dryopetalon - Eigia - Elburzia - Enarthrocarpus - Englerocharis - Eremobium - Eremoblastus - Eremodraba - Eremophyton - Ermania - Ermaniopsis - Erophila - Erucaria - Erucastrum - Erysimum - Euclidium - Eudema - Eutrema - Euzomodendron - Farsetia - Fezia - Fibigia - Foleyola - Fortuynia - Galitzkya - Geococcus - Glaribraya - Glastaria - Glaucocarpum - Goldbachia - Gorodkovia - Graellsia - Grammosperma - Guiraoa - Gynophorea - Halimolobos - Harmsiodoxa - Hedinia - Heldreichia - Heliophila - Hemicrambe - Hemilophia - Hesperis - Heterodraba - Hirschfeldia - Hollermayera - Hornungia - Hornwoodia - Hugueninia - Hymenolobus - Ianhedgea - Iberis - Idahoa - Iodanthus - Ionopsidium - Irenepharsus - Isatis - Ischnocarpus - Iskandera - Iti - Ivania - Kernera - Kremeriella - Lachnocapsa - Lachnoloma | - Leavenworthia - Lepidium - Lepidostemon - Leptaleum - Lesquerella - Lignariella - Lithodraba - Lobularia - Lonchophora - Loxostemon - Lunaria - Lyocarpus - Lyrocarpa - Macropodium - Malcolmia - Mancoa - Maresia - Mathewsia - Matthiola - Megacarpaea - Megadenia - Menkea - Menonvillea - Microlepidium - Microsysymbrium - Microstigma - Morettia - Moricandia - Moriera - Morisia - Murbeckiella - Muricaria - Myagrum - Nasturtiopsis - Nasturtium - Neomartinella - Neotchihatchewia - Neotorularia - Nerisyrenia - Neslia - Neuontobotrys - Notoceras - Notothlaspi - Ochthodium - Octoceras - Olimarabidopsis - Onuris - Oreoloma - Oreophyton - Ornithocarpa - Orychophragmus - Otocarpus - Oudneya - Pachycladon - Pachymitus - Pachyphragma - Pachypterygium - Parlatoria - Parodiodoxa - Parolinia - Parrya - Parryodes - Pegaeophyton - Peltaria - Peltariopsis - Pennellia - Petiniotia - Petrocallis - Phaeonychium - Phlebolobium - Phlegmatospermum - Phoenicaulis - Physaria - Physocardamum - Physoptychis - Physorrhynchus - Platycraspedum - Polyctenium - Polypsecadium - Pringlea - Prionotrichon - Pritzelago - Pseuderucaria - Pseudoarabidopsis - Pseudocamelina - Pseudoclausia - Pseudofortuynia - Pseudovesicaria - Psychine - Pterygiosperma | - Pterygostemon - Pugionium - Pycnoplinthopsis - Pycnoplinthus - Pyramidium - Quezeliantha - Quidproquo - Raffenaldia - Raphanorhyncha - Raphanus - Rapistrum - Reboudia - Redowskia - Rhizobotrya - Ricotia - Robeschia - Rollinsia - Romanschulzia - Roripella - Rorippa - Rytidocarpus - Sameraria - Sarcodraba - Savignya - Scambopus - Schimpera - Schivereckia - Schizopetalon - Schlechteria - Schoenocrambe - Schouwia - Scoliaxon - Selenia - Sibara - Silicularia - Sinapidendron - Sinapis - Sisymbrella - Sisymbriopsis - Sisymbrium - Smelowskia - Sobolewslia - Sohms-Laubachia - Sophiopsis - Sphaerocardamum - Spirorhynchus - Spryginia - Staintoniella - Stanfordia - Stanleya - Stenopetalum - Sterigmostemum - Stevenia - Straussiella - Streptanthella - Streptanthus - Streptoloma - Stroganowia - Stubebdorffia - Subularia - Succowia - Synstemon - Synthlipsis - Taphrospermum - Tauscheria - Teesdalia - Teesdaliopsis - Tetracme - Thelypodiopsis - Thelypodium - Thlaspeocarpa - Thlaspi - Thysanocarpus - Trachystoma - Trichotolinum - Trochiscus - Tropidocarpum - Turritis - Vella - Warea - Wasabia - Weberbauera - Werdermannia - Winklera - Xerodraba - Yinshania - Zerdana - Zilla |

## Sử dụng
Tầm quan trọng của họ này trong việc cung cấp rau đã dẫn tới việc gây giống chọn lọc trong suốt chiều dài lịch sử loài người. Brassica oleracea, một loài cây hoang dại ở khu vực Địa Trung Hải và châu Âu ven Đại Tây Dương, là tổ tiên của cải bắp, cải brussels, cải bông xanh, su hào, súp lơ, cải xoăn và gần đây nhất là súp lơ bông xanh, một loại cây lai ghép giữa cải bông xanh và súp lơ.
| Loại cây trồng | Chọn lựa vì...                                                                                        |
| -------------- | --- |
| Cải xoăn       | Các lá xoăn, không bó chặt (tương tự gần nhất với dạng hoang dại)                                     |
| Cải bắp        | Các chồi tận cùng phình to.                                                                           |
| Cải brussels   | Các chồi bên.                                                                                         |
| Su hào         | Thân phình to.                                                                                        |
| Cải bông xanh  | Thân và cấu trúc hoa phình to.                                                                        |
| Súp lơ         | Cấu trúc hoa phình to. Màu trắng là do các lá ngoài chắn nắng và ngăn cản sự hình thành của diệp lục. |

## Một vài hình ảnh về cây cải

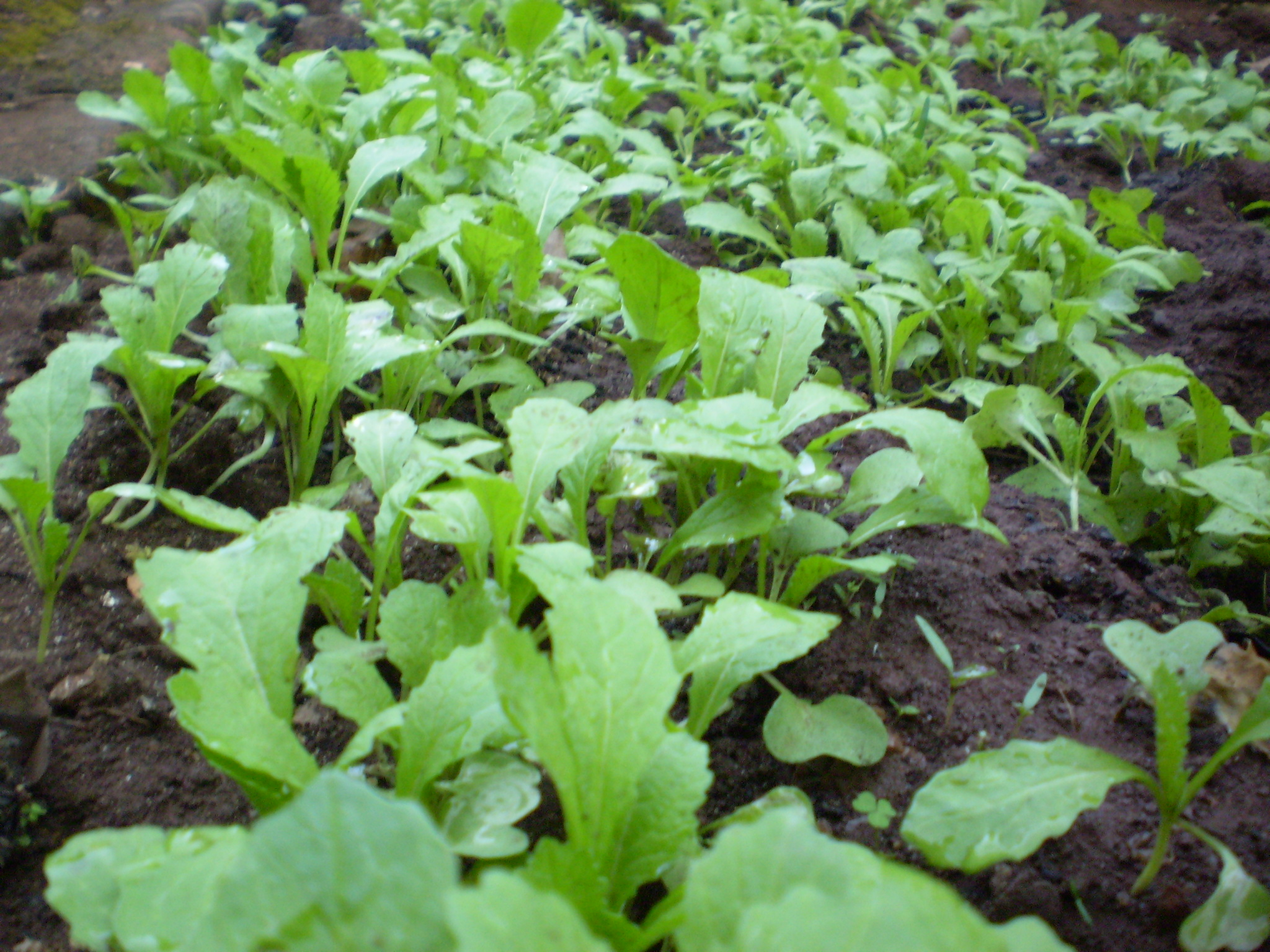
Cây cải được hai tuần tuổi.
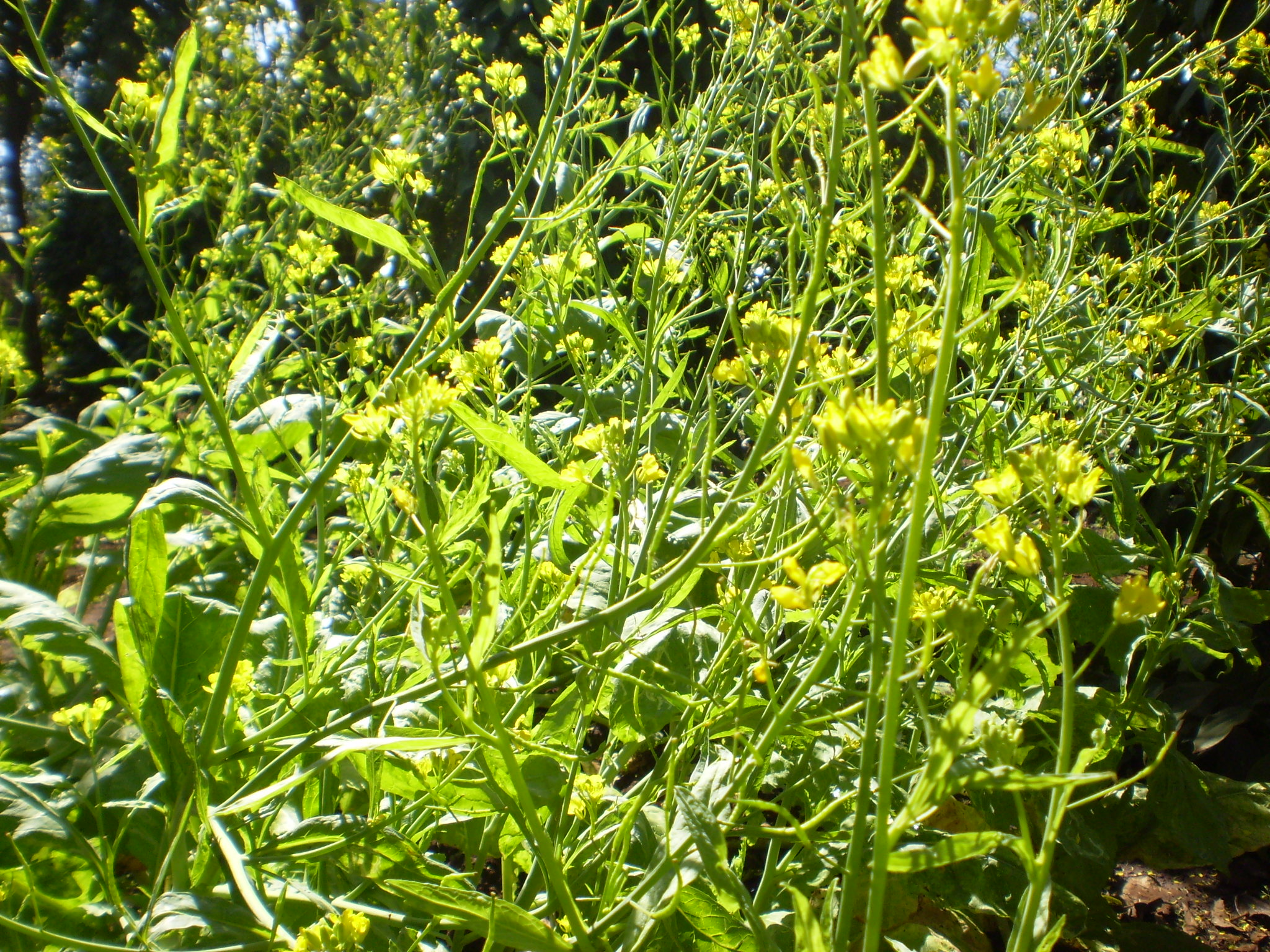
Hoa cải.